# کانتور (دهانه)
کانتور یک دهانه برخوردی در ماه‌ است.

## دهانه‌های اقماری
این دهانه ۲ دهانه اقماری دارد.
| Cantor | عرض جغرافیایی | طول جغرافیایی | قطر          |
| ------ | ------------- | ------------- | ------------ |
| C      | ۳۹.۵° N       | ۱۲۰.۳° E      | ۲۱.۰ کیلومتر |
| T      | ۳۷.۹° N       | ۱۱۳.۴° E      | ۲۳.۰ کیلومتر |